# Paschalis III
Paschalis III, född Guido di Crema 1110 i Crema, Lombardiet, död 20 september 1168 i Rom, var motpåve från den 22 april 1164 till den 20 september 1168.
Han uppsattes som motpåve mot Alexander III av Fredrik Barbarossas rådgivare Rainald av Dassel.

## Kardinalskap
- Kardinaldiakon av Sant'Eustachio: 1150–1152
- Kardinalpräst av Santa Maria in Trastevere: 1152–1164